# John Nava
Nava  Carvajar est un nom espagnol. Le premier nom de famille, en général paternel, est Nava ; le second, en général maternel, souvent omis, est Carvajar.
John Nava  (ou Jhon Nava) est un coureur cycliste vénézuélien, né le 6 octobre 1978 à Guasdualito.

## Biographie
En août 2018, il termine quatrième du Tour de la Guadeloupe remporté par Boris Carène.

## Palmarès et résultats

### Palmarès par année
- 2001
  - 3e étape de la Vuelta a Bramón
- 2002
  - 3e du championnat du Venezuela sur route
- 2003
  - 2e du championnat du Venezuela sur route
- 2005
  - 1re et 2ea étapes de la Vuelta al Estado Portuguesa
  - 3e de la Vuelta al Estado Portuguesa
- 2006
  - Clásico Virgen de la Consolación de Táriba
  - Tour de l'État d'Yaracuy :
    - Classement général
    - 3e étape

  - 2eb étape de la Vuelta al Oriente
  - 10e étape du Tour du Venezuela
- 2007
  - 1re étape du Tour du Trujillo
- 2009
  - Tour d'Aragua :
    - Classement général
    - 2e étape
- 2010
  - 1re (contre-la-montre par équipes) et 10e étapes du Tour du Táchira
- 2011
  - 12e étape du Tour du Táchira
  - 5e étape du Tour de la Guadeloupe
  - 2e du Tour de Marie-Galante
- 2014
  - Tour de la Guadeloupe :
    - Classement général
    - 8eb étape (contre-la-montre)

  - 1re étape de la Vuelta a Bramón
  - 3e du Tour du Venezuela
  - 3e de la Vuelta a Bramón
- 2015
  - 7e étape du Tour du Táchira
- 2018
  - 7e étape du Tour du Venezuela
- 2019
  - 1re étape de la Vuelta a Bramón
  - 3e de la Vuelta a Bramón

### Classements mondiaux
| Année            | 2005 | 2006 | 2007 | 2008 | 2009 | 2010 | 2011 | 2012 | 2013 | 2014 | 2015 | 2016 | 2017 | 2018 |
| ---------------- | ---- | ---- | ---- | ---- | ---- | ---- | ---- | ---- | ---- | ---- | ---- | ---- | ---- | ---- |
| UCI America Tour | 364e | 226e |      |      | 310e | 121e | 115e | 173e |      | 20e  | 315e |      |      | 178e |